# Ratpenat murícola
El ratpenat murícola (Myotis muricola) és una espècie de ratpenat de la família dels vespertiliònids. Viu a l'Afganistan, Bhutan, Brunei, Cambodja, la Xina, l'Índia, Indonèsia, Laos, Malàisia, Myanmar, el Nepal, el Pakistan, les Filipines, Singapur, Taiwan, Tailàndia i el Vietnam. Els seus hàbitats naturals són els boscos primaris i secundaris, tant montans com de plana, així com matollars i zones de creixement secundari. És una espècie en risc mínim, és a dir, no sembla que hi hagi cap amenaça significativa per a la seva supervivència.